# Pneophyllum amplexifrons
Pneophyllum amplexifrons (Harvey) Y.M. Chamberlain & R.E. Norris, 1994  é o nome botânico  de uma espécie de algas vermelhas pluricelulares do gênero Pneophyllum, família Corallinaceae, subfamília Mastophoroideae.
- São algas marinhas encontradas no Japão, Índia, Madagascar, Moçambique, África do Sul, Chile, Antárctica e Cabo Verde.

## Sinonímia
- Melobesia amplexifrons Harvey, 1849
- Lithophyllum amplexifrons (Harvey) Heydrich, 1897
- Lithophyllum pseudolichenoides Heydrich, 1902
- Lithothamnion pseudolichenoides (Heydrich) Lemoine, 1910